# Pichia barkeri
Pichia barkeri är en svampart som beskrevs av Phaff, Starmer, Tredick & V. Aberdeen 1987. Pichia barkeri ingår i släktet Pichia och familjen Pichiaceae.   Inga underarter finns listade i Catalogue of Life.